# Comunione con delitti
Comunione con delitti, anche noto come Alice, dolce Alice, (Alice, Sweet Alice) è un film del 1976, diretto, co-scritto e co-prodotto da Alfred Sole, appartenente al sottogenere slasher.

## Trama
Karen e Alice sono due sorelle tanto simili fisicamente quanto diverse caratterialmente: mentre la prima è gentile e amata da tutti, la seconda è scontrosa e invidiosa della prima. Quando il prete del paese regala una sua collanina a Karen durante un pranzo, la gelosia di Alice esplode e la spinge a rubare la bambola preferita della sorella e a rinchiuderla per qualche secondo in una stanza della cantina. Quando dopo l'ennesimo scontro la madre Catherine prende le parti di Karen, Alice scappa via furibonda. La mattina dopo, la famiglia delle due ragazzine e quella della zia Annie sono in chiesa in occasione delle prime comunioni di Karen, Alice e della loro cuginetta Angela: quest'ultima viene inviata da Annie a cercare Alice, la quale non si è fatta più vedere. Proprio in quel momento, mentre i bambini prendono la loro prima comunione, Karen viene barbaramente uccisa in sacrestia da qualcuno che indossa una maschera identica ad una precedentemente utilizzata da Alice per spaventare la perpetua Tredoni. Prima di abbandonare il cadavere in un baule, l'assassino le strappa via la catenina che le era stata regalata. Il cadavere viene scoperto da una suora che aveva notato qualcosa di strano durante la funzione.
Nel trambusto che ne consegue Dom, il padre delle bambine che ha divorziato da Catherine tempo prima, raggiunge la chiesa appena prima che alcune vetture partano per portare le famiglie al funerale: anche in questa situazione Alice non smette di avere un atteggiamento indisponente, come se non fosse cambiato niente. Una volta tornate a casa, la zia Annie cerca di comandare su tutto e tutti e ha dei contrasti sia con Alice che con suo cognato. Le due bambine vengono inviate a portare della torta al padrone di casa Alfonso, uomo molto grasso che per questo era stato precedentemente preso in giro da Alice: questi fa delle allusioni alla bambina crucciandosi del fatto che non sia morta lei al posto della sorella. Nel frattempo il padre di Alice parla con padre Tom, il prete, rivelandogli di come Annie sospetti che sia stata la bambina a uccidere la sorella solo perché ha sempre odiato sia lui che Karen. Nel contempo gli scontri a casa continuano: dopo un furioso litigio con la zia, Alice viene inviata nuovamente dal padrone di casa per consegnargli l'affitto: questi la minaccia e prova ad abusare di lei, e quest'ultima reagisce facendo del male al suo gatto. La bambina si rifugia allora in cantina: subito dopo una figura con la solita maschera attacca la zia, ferendola gravemente con un pugnale: mentre ciò accade la donna urla più volte il nome di Alice.
Subito dopo l'accaduto, il padre di quest'ultima la trova barricata in cantina: la bambina sostiene che Karen sia tornata dal mondo dei morti per recuperare la sua bambola e che abbia attaccato lei la zia. L'uomo va a parlare con il prete e lo affronta sull'argomento, scoprendo che Alice non va più bene a scuola da un po' di tempo ma che lui non ha fatto niente per avvisare la famiglia. Quando i genitori di Alice e la polizia sono entrambi in ospedale da Annie, la donna continua ad accusare Alice, motivo per il quale Catherine accusa apertamente Angela dello stesso crimine. La polizia lascia allora che Alice venga interrogata attraverso l'ausilio della macchina della verità: quando la bambina dimostra di credere per davvero che sia stata Karen ad attaccare la zia, la bambina viene rinchiusa in un istituto per bambini malati di mente. Il padre decide allora di trattenersi in città per indagare e scoprire chi sta cercando di incastrare Alice. Nel frattempo il prete pranza insieme alla perpetua e al cardinale: in questo frangente informa i due degli ultimi sviluppi, rivelando l'intenzione di Dom di indagare su quanto sta avvenendo per scagionare la figlia.
L'accaduto riaccende della passione nei due ex sposi proprio nel momento in cui il misterioso assassino telefona più volte al telefono di casa di Catherine; successivamente, una telefonata informa che Angela, la nipote di Dom e Catherine, è scappata in un luogo abbandonato perché accusata dei crimini. L'uomo la raggiunge qui, ma in realtà ad attenderlo c'è la signora Tredoni: è lei l'assassina, il cui movente è il desiderio di recuperare la catenina di Padre Tom. La donna uccide barbaramente Dom, reo di stare indagando sui crimini che lei ha commesso. Dopo l'omicidio la perpetua si rifugia in chiesa, chiudendosi nel confessionale: qui viene tuttavia intercettata da padre Tom, a cui confessa semplicemente di aver desiderato la morte del cardinale affinché l'uomo smettesse di soffrire per la sua patologia. Successivamente, mentre il prete è ancora in chiesa, Catherine si presenta a casa sua per chiedere conforto: ad accoglierla la sola signora Tredoni, decisa a ucciderla perché gelosa del suo rapporto fra lei e Tom. Prima di agire, la Tredoni rivela che anche sua figlia le fu strappata via nel giorno della sua prima comunione: è dunque ciò che ha scatenato la sua follia proprio in questo momento. In seguito al delirante discorso della donna, Padre Tom arriva e le impedisce di agire.
Quest'ultimo rivela a Catherine la morte del suo ex marito: a causa dell'omicidio la polizia autorizza il rilascio di Alice, che a questo punto non viene più accusata dei crimini commessi fino a quel momento poiché durante l'ultimo omicidio era chiusa nell'istituto. Mentre Alice ritorna a casa, la Tredoni si arma della solita maschera e di un giaccone giallo identico a quello della bambina e raggiunge il condominio in cui la famiglia vive per completare il lavoro. Una volta tornata a casa, Alice prepara uno scherzo per Alfonso: mentre l'uomo dorme la ragazzina gli rovescia degli insetti addosso. Quando l'uomo si risveglia e scopre lo scherzo, il fato vuole che intercetti la Tredoni proprio mentre sta salendo le scale per assassinare Catherine e Alice: la donna si accanisce dunque su di lui, uccidendolo, e scappa via. Nel frattempo, padre Tom scopre le prove degli omicidi nella camera da letto della donna: per questo contatta la polizia, organizzando con loro un modo per braccare l'assassina nel bel mezzo della messa domenicale senza darle il tempo di far del male ad altri. Quando viene il momento della comunione, il prete invece di consegnare l'ostia alla Tredoni la invita a seguirlo: questo scatena in lei un raptus di gelosia nei confronti di Catherine, che aveva invece ricevuto l'ostia benedetta, e la spinge a uccidere perfino il suo amato prete. Nel trambusto che si scatena, mentre la polizia si precipita ad arrestare l'assassina, Alice ruba di nascosto l'arma del delitto con il chiaro proposito di usarla quanto prima.

## Distribuzione
Presentato il 15 novembre 1976 al Chicago International Film Festival con il titolo di Communion, fu distribuito con lo stesso titolo nel Regno Unito nel settembre 1977. Negli Stati Uniti venne distribuito dal 18 novembre 1977 come Alice, Sweet Alice per volere della Allied Artists, secondo cui il titolo originale avrebbe potuto risultare ingannevole e indirizzare l'opera verso un pubblico interessato a un film di carattere prettamente religioso. In seguito al successo di Brooke Shields dopo i film Pretty Baby e Laguna Blu, il film fu redistribuito nel 1981 con un ulteriore titolo: Holy Terror.

### Edizione italiana
In Italia il film venne distribuito il 26 gennaio 1978 dalla Fida International Film. Successivamente è stato ridoppiato nel 1990 per l'edizione in VHS.

### Edizioni home video
Il film ha fatto il suo approdo nel mercato home video negli anni '80 attraverso varie edizioni in VHS in cui, tuttavia, l'opera ha subito diversi tagli. Soltanto nel 1997 è stata edita la prima VHS con la versione integrale del film, che è stata inoltre riproposta anche su DVD nel decennio successivo.
In Italia è stato distribuito per la prima volta in VHS nel gennaio 1990 dalla Mondadori Video e in seguito dalla Pulp Video. Il primo DVD italiano è stato pubblicato nel 2011 dalla Cult Media, mentre nel 2022 è stato distribuito dalla Sinister Film in edizione restaurata con il titolo Alice, dolce Alice.

## Accoglienza
Accolto da critiche miste da parte dei recensori del tempo, Comunione con delitti è stato successivamente rivalutato in positivo e annoverato come vero e proprio cult. La differente reazione dei critici di due diverse epoche è di peso soprattutto dal modo in cui l'opera tratta due temi sentiti e delicati quali il fondamentalismo religioso di stampo cattolico e la disgregazione familiare.  Tenendo conto di 12 recensioni più recenti rispetto alla pubblicazione del film, Rotten Tomatoes gli assegna un indice di gradimento dell'83% e un voto di 7,16 su 10. Il critico cinematografico Ed Gonzales ha inoltre sottolineato come il film sia presumibilmente l'opera americana più vicina al giallo all'italiana in voga negli anni '70.

## Eredità
La rivista Bravo l'ha definito l'89° horror più spaventoso di sempre, mentre Complex l'ha definito il 4° slasher migliore di sempre. Secondo il critico John Kenneth Muir, il film ha inoltre ispirato uno dei più grandi classici del thrilling all'americana quale Seven di David Fincher.
Nel 2007, il regista Dante Tomasell e lo sceneggiatore Michael Gingold hanno annunciato di aver scritto insieme un remake dell'opera che avrebbe dovuto essere diretto da Tomasell. I tentativi per la produzione del film sono andati avanti fino al 2016, anno in cui sono stati interrotti per via di mancanza di fondi.